# David Zobel
David Zobel, né le 11 juin 1996 à Starnberg, est un biathlète allemand.

## Carrière
Il signe son meilleur résultat individuel en Coupe du monde le 29 novembre 2022 à Kontiolahti avec une 3e place sur l'individuel.

## Palmarès

### Championnats du monde
| Édition / Épreuve | Individuel | Sprint | Poursuite | Mass start | Relais | Relais mixte | Relais mixte simple |
| ----------------- | ---------- | ------ | --------- | ---------- | ------ | ------------ | ------------------- |
| Oberhof 2023      | 73e        | 35e    | 41e       | —          | —      | —            | —                   |
| Lenzerheide 2025  | 28e        | —      | —         | —          | —      | —            | —                   |

Légende :
- : première place, médaille d'or
- : deuxième place, médaille d'argent
- : troisième place, médaille de bronze
- — : non disputée par Doll
- : pas d'épreuve

### Coupe du monde
- Meilleur classement général : 24e en 2023.
- 6 podiums : 
  - 1 podium individuel : 1 troisième place.
  - 5 podiums en relais : 1 deuxième place et 4 troisièmes places.

Mis à jour le 16 décembre 2023

#### Classements annuels
| Saison    | Classement général final | Individuel | Sprint | Poursuite | Mass start |
| 2020-2021 | 87e                      |            | n.c.   | 68e       |            |
| 2021-2022 | 33e                      | 49e        | 43e    | 32e       | 29e        |
| 2022-2023 | 24e                      | 11e        | 29e    | 25e       | 17e        |
| 2023-2024 | 39e                      | n.c.       | 49e    | 32e       | 29e        |

#### Podiums en relais en Coupe du monde
| Podiums en relais en Coupe du monde | Podiums en relais en Coupe du monde | Podiums en relais en Coupe du monde | Podiums en relais en Coupe du monde | Podiums en relais en Coupe du monde | Podiums en relais en Coupe du monde | Podiums en relais en Coupe du monde | Podiums en relais en Coupe du monde | Podiums en relais en Coupe du monde | Podiums en relais en Coupe du monde | Podiums en relais en Coupe du monde |
| n°                                  | Saison                              | Date                                | Lieu                                | Épreuve                             | Résultat                            | Composition                         | Composition                         | Composition                         | Composition                         | Compétition                         |
| ----------------------------------- | ----------------------------------- | ----------------------------------- | ----------------------------------- | ----------------------------------- | ----------------------------------- | ----------------------------------- | ----------------------------------- | ----------------------------------- | ----------------------------------- | ----------------------------------- |
| 1                                   | 2021-2022                           | 23-01-2022                          | Antholz - Anterselva                | Relais 4 x 7,5 km                   | Médaille de bronze                  | Roman Rees                          | Philipp Horn                        | David Zobel                         | Lucas Fratzscher                    | Coupe du monde                      |
| 2                                   | 2022-2023                           | 13-01-2023                          | Ruhpolding                          | Relais 4 x 7,5 km                   | Médaille d'argent                   | David Zobel                         | Johannes Kühn                       | Benedikt Doll                       | Roman Rees                          | Coupe du monde                      |
| 3                                   | 2022-2023                           | 22-01-2023                          | Antholz - Anterselva                | Relais 4 x 7,5 km                   | Médaille de bronze                  | David Zobel                         | Johannes Kühn                       | Benedikt Doll                       | Roman Rees                          | Coupe du monde                      |
| 4                                   | 2023-2024                           | 30-11-2023                          | Östersund                           | Relais 4 x 7,5 km                   | Médaille de bronze                  | David Zobel                         | Philipp Nawrath                     | Benedikt Doll                       | Johannes Kühn                       | Coupe du monde                      |
| 5                                   | 2023-2024                           | 10-12-2023                          | Hochfilzen                          | Relais 4 x 7,5 km                   | Médaille de bronze                  | David Zobel                         | Johannes Kühn                       | Philipp Nawrath                     | Benedikt Doll                       | Coupe du monde                      |

### IBU Cup
- 4 podiums individuels : 3 victoires et 1 deuxième place.

#### Podiums individuels en IBU Cup
| Podiums individuels en IBU Cup | Podiums individuels en IBU Cup | Podiums individuels en IBU Cup | Podiums individuels en IBU Cup | Podiums individuels en IBU Cup | Podiums individuels en IBU Cup |
| n°                             | Saison                         | Date                           | Lieu                           | Épreuve                        | Résultat                       |
| ------------------------------ | ------------------------------ | ------------------------------ | ------------------------------ | ------------------------------ | ------------------------------ |
| 1                              | 2018-2019                      | 02-03-2019                     | Otepää                         | Sprint 10 km                   | Médaille d'or                  |
| 2                              | 2020-2021                      | 10-02-2021                     | Brezno-Osrblie                 | Sprint 10 km                   | Médaille d'argent              |
| 3                              | 2021-2022                      | 16-12-2021                     | Obertilliach                   | Individuel 20 km               | Médaille d'or                  |
| 4                              | 2024-2025                      | 05-02-2025                     | Ridnaun-Val Ridanna            | Sprint 10 km                   | Médaille d'or                  |